# Kungshöjdsgatan
Kungshöjdsgatan är en gata i kvarter 41, Arsenalen i stadsdelen Inom Vallgraven i centrala Göteborg. Den är cirka 180 meter lång, och sträcker sig från Kungsgatan till Arsenalsgatan.
Gatan fick sitt namn 1904 efter läget på Kungshöjd (tidigare Lilla Otterhällan) och efter Kungshöjdens fastighets AB (grundat år 1895) samt det kvarter av bostadshus, som uppfördes då.